# Coupe de la Ligue anglaise de football 1966-1967
Navigation
1965-1966 1967-1968
La Coupe de la Ligue anglaise de football 1966-1967 est la septième édition de la Coupe de la Ligue anglaise de football, elle regroupe les 92 meilleurs clubs d'Angleterre.
La compétition est remportée par Queens Park Rangers, qui bat West Bromwich Albion en finale au Stade de Wembley à Londres sur le score de 3 à 2.

## Format
Les 20 clubs de la Premier League et les 72 clubs de la Football League sont conviés à la compétition. Deux clubs ne participent pas à cette édition.
Jusqu'aux quarts de finale les rencontres se disputent sur un seul match. En cas d'égalité après le temps règlementaire, une prolongation de deux fois 15 minutes est jouée. S'il n'y a pas de vainqueur au bout de la prolongation, le match est rejoué chez le club visiteur. Les demi-finales sont jouées en aller et retour, en cas d'égalité au score cumulé un troisième match est joué. Pour la première fois la finale est jouée en un match unique à Wembley.
Les clubs ne participants pas à la compétition : 
- Everton FC
- Liverpool FC

## Calendrier
| Tour           | Date principale                   |
| -------------- | --------------------------------- |
| premier tour   | 24 août 1966                      |
| deuxième tour  | 14 septembre 1966                 |
| troisième tour | 5 octobre 1966                    |
| quatrième tour | 26 octobre 1966                   |
| cinquième tour | 7 décembre 1966                   |
| demi-finales   | 17/18 janvier et 7/8 février 1967 |
| finale         | 4 mars 1967                       |

## Demi-finales
| Équipe 1             | Résultat | Équipe 2            | Aller | Retour |
| -------------------- | -------- | ------------------- | ----- | ------ |
| West Bromwich Albion | 6 - 2    | West Ham United     | 4 - 0 | 2 - 2  |
| Birmingham City      | 2 - 7    | Queens Park Rangers | 1 - 4 | 1 - 3  |

## Finale
La première finale unique de la compétition se déroule le 4 mars 1967 au Stade de Wembley à Londres. Les Queens Park Rangers créent la surprise en étant une équipe de troisième division qui remporte la Coupe de la Ligue en étant mené 0-2 à la mi-temps.
| Finale de la Coupe de la Ligue anglaise 1966-1967 | Queens Park Rangers | 3 – 2   | West Bromwich Albion | Wembley, Londres                                 |                                                  |
| 4 mars 1967                                       |                     | (0 – 2) |                      | Spectateurs : 97 952 Arbitrage : Walter Crossley | Spectateurs : 97 952 Arbitrage : Walter Crossley |
| 4 mars 1967                                       | Rapport             |         |                      | Spectateurs : 97 952 Arbitrage : Walter Crossley | Spectateurs : 97 952 Arbitrage : Walter Crossley |